# Francesco Albergati Capacelli
Pour les articles homonymes, voir Albergati.
Francesco Albergati Capacelli (Bologne, 1728 - Zola Predosa, 1804) est un écrivain italien.

## Biographie
Marquis bolonais, Francesco Albergati Capacelli épousa à Venise une comédienne qu'il tua dans un accès de jalousie, puis une danseuse qui dévora sa fortune. Il eut un rôle important dans les institutions de sa ville, et sa passion était le théâtre à qui il dédia son temps et son patrimoine.
On lui doit des Comédies, qui prouvent une grande connaissance des mœurs de son temps, et des Nouvelles. La plus estimée de ses comédies est le Préjugé du faux honneur.
Francesco Albergati Capacelli a été aussi sénateur de Bologne (it).

## Œuvres
- Le convulsioni, comédie en prose en un acte
- Nuovo Teatro Comico (1774-78), 5 vol., y compris Le convulsioni, Il ciarlatano maldicente, Pregiudizi del falso onore
- Novelle morali ad uso dei fanciulli, 1779
- Il Saggio Amico, comédie, 1769
- Pasquale ossia Il postiglione burlato, drame de Francesco Albergati Capacelli e F. Malaspina, réduit en un acte par Filippo Pallavicino

## Traductions du français
- Ines de Castro, drame d’Houdar de La Motte
- Il conte di Commingio, drame de Baculard d’Arnaud, traduit en vers, Vérone, Stamperia Moroni, 1767
- La Fedra  de Jean Racine

## Lettres
- Lettere piacevoli, se piaceranno (1792) a G. Compagnoni
- Lettere varie (1793) a Francesco Bertazzoli.
- Raccolta delle Lettere capricciose di Francesco Albergati Capacelli e di Francesco Zacchiroli dai medesimi capricciosamente stampate, Venezia, 1786, pagine  365  [2].